# Port de Tchornomorsk
Le port de Tchornomorsk  (ukrainien : Морський торговельний порт «Чорноморськ») est un port d'Ukraine sur la Mer Noire.

## Histoire

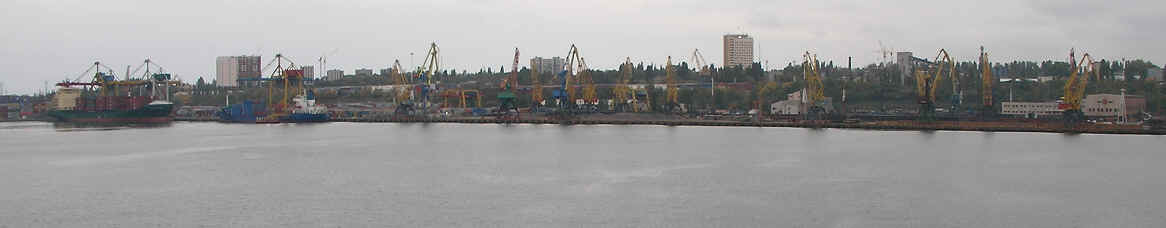
Sa façade maritime,
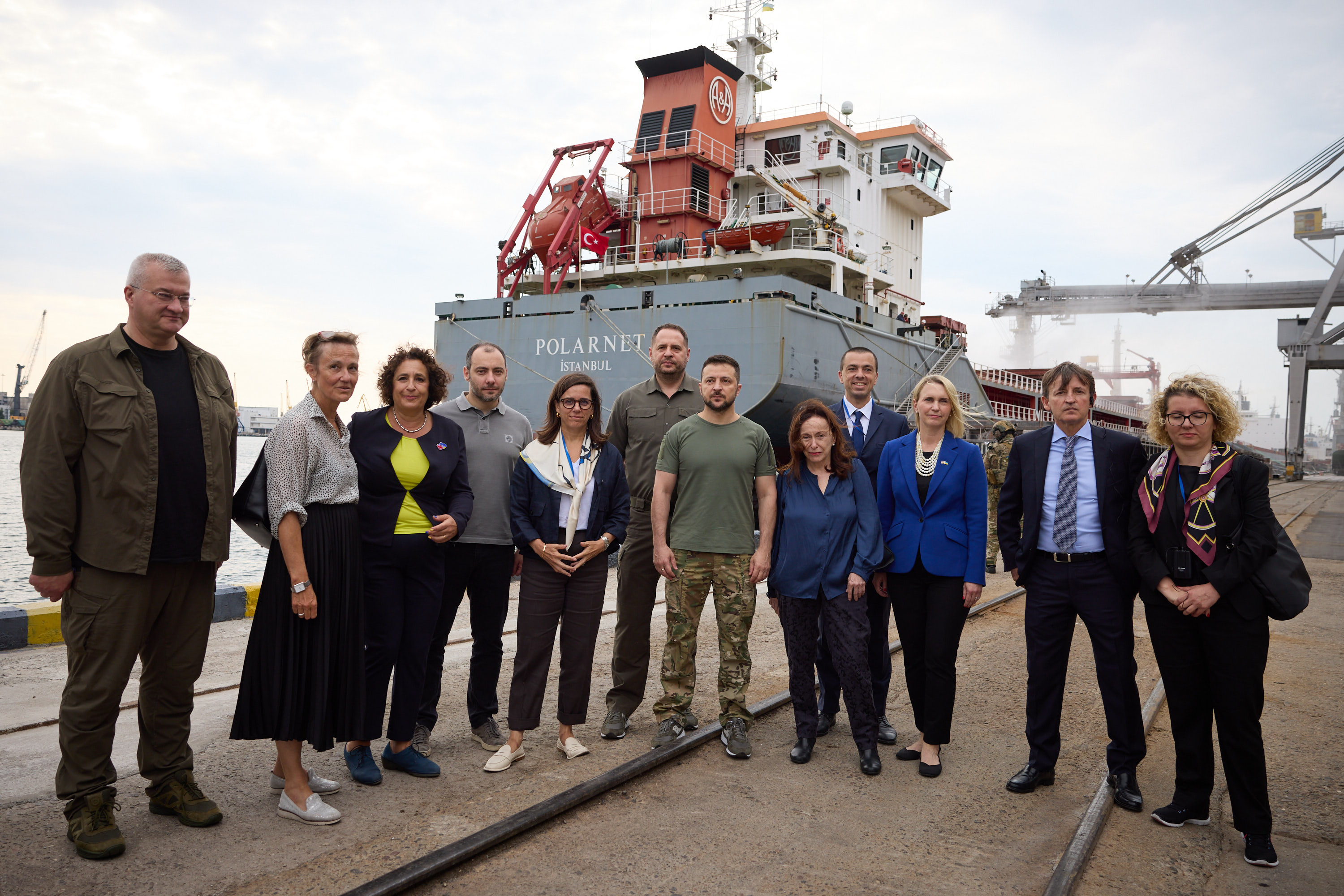
29 juillet 2022, le Le Président Zelensky visitant l'embarquement de grains pour l'export.
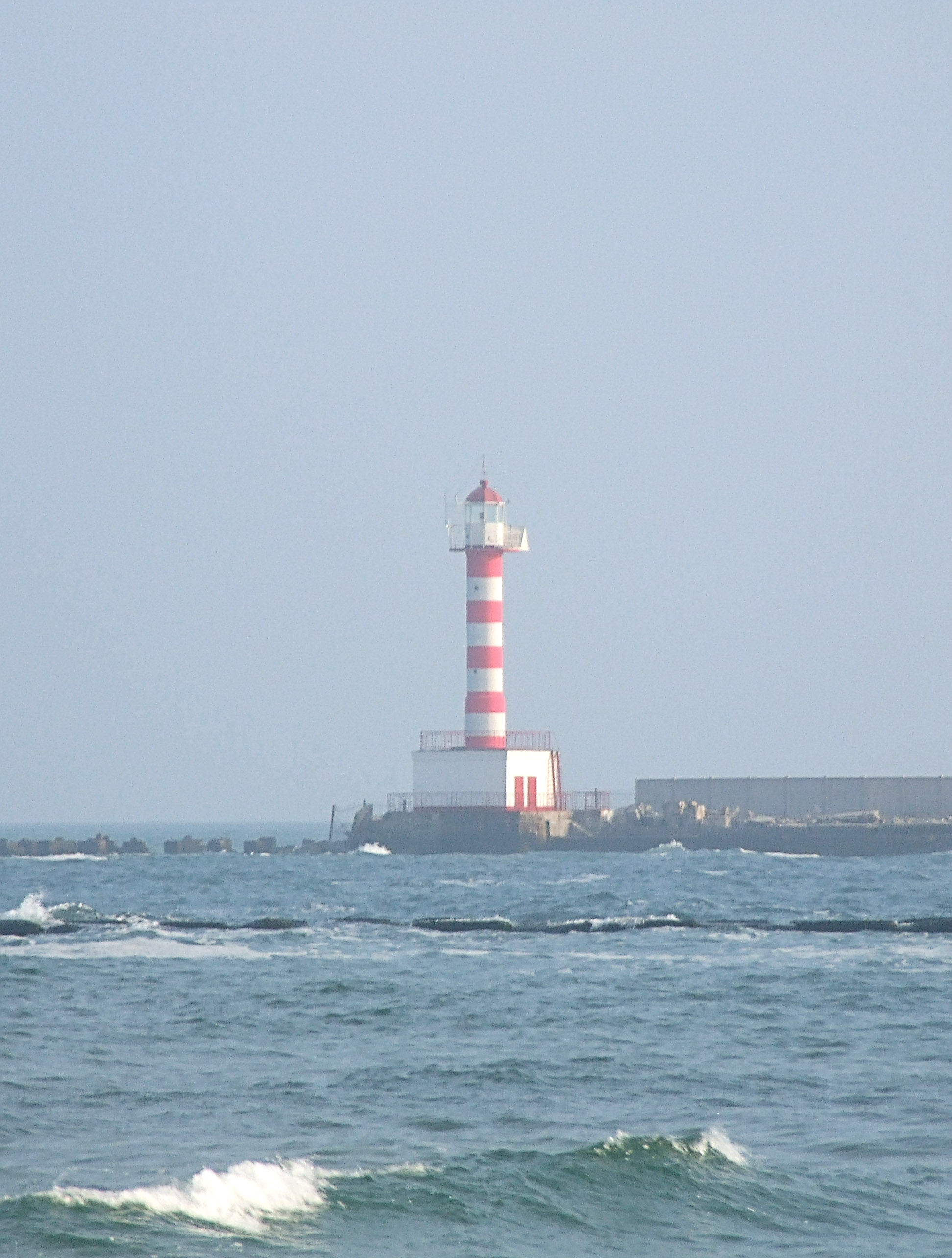
Le phare du port.

## Infrastructures et installations
Il est opéré par l'Autorité portuaire d'Ukraine qui est sous l'autorité du Ministère de l'Infrastructure (Ukraine).

## Caractéristiques
Il héberge l'entreprise de pêche ukrainienne (Antarktika). Le port se classe au troisième rang des ports ukrainiens en 2005 avec un trafic de 14 968 000 tonnes.